# تپه آ الک
تپه آ الک مربوط به هزاره اول قبل از میلاد است و در شهرستان کامیاران، بخش مرکزی، روستای الک واقع شده و این اثر در تاریخ ۱۰ مهر ۱۳۸۰ با شمارهٔ ثبت ۴۰۱۱ به‌عنوان یکی از آثار ملی ایران به ثبت رسیده است.